# Setophaga palmarum
La reinita palmera (Setophaga palmarum), también denominada chipe playero, chipe palmero, bijirita de palma y cigüita palmar, es una especie de ave paseriforme migratoria la familia Parulidae que vive en América del Norte.

## Descripción
Machos y hembras del chipe playero son similares. Los adultos miden entre 11,5 y 12,5 cm. En las partes superiores, el plumaje es pardo (más oscuro en alas y cola), a excepción de la rabadilla y las plumas cobertoras superiores de la cola, que son amarillentas. En las alas hay dos pequeñas rayas blancuzcas, y las plumas de la cola tienen blanco en el área distal.
Hay ciertos cambios estacionales en el plumaje. En época reproductiva (primavera y verano), los adultos tienen la corona castaña, y la raya supraocular, la garganta y el pecho amarillos. En otoño e invierno, la corona se torna oscura, las partes ventrales blancuzcas con flancos amarillos y la raya supraocular de color pardo claro.

## Distribución
Anida principalmente en Canadá, desde el noroeste de ese país hasta la península del Labrador y la isla de Terranova. También en una pequeña área de los Estados Unidos (Grandes Lagos y Maine). En invierno se distribuye al sur de su área de anidación, estableciéndose en zonas costeras de California y en la costa este norteamericana, desde la península Delmarva hasta el sur de Texas y las Antillas, y la costa caribeña occidental desde Yucatán hasta Honduras.

## Hábitat
Habita en bosques de coníferas, bosques mixtos y áreas abiertas, generalmente en las cercanías de turberas. En época de invernación se encuentra en áreas abiertas o semiabiertas cercanas a la costa, con abundancia de arbustos y escasos árboles.
Cuando se posa, balancea rápidamente la cola, de modo similar al chipe galán (D. discolor).

## = Bibliografía
- Peterson, Roger Tory, y Edward L. Chalif. 2008. Aves de México. Guía de campo. Editorial Diana, México. ISBN 978-968-13-3207-5
- Sada, A.M.; Phillips, R., y Ramos, M.A. 1984. Nombres en castellano para las aves mexicanas. Publicación de Divulgación n.º 17. Instituto Nacional de Investigaciones sobre Recursos Bióticos. México. Citado por Peterson y Chalif (2008).
- Howell, Steve N.G., y Sophie Webb. 2007. A guide to the birds of Mexico and northern Central America. Oxford University Press, Estados Unidos. ISBN 978-0-19-854012-0